# Панин, Иван Фёдорович (Герой Социалистического Труда)
Иван Фёдорович Панин (1912, Тульская область — 1974, Москва) — паровозный машинист депо Москва-Сортировочная Московско-Рязанской железной дороги, Герой Социалистического Труда.

## Биография
Родился в 1912 году в деревне Средние Ростоки Арсеньевского района Тульской области в крестьянской семье.
В 1932 году пришел работать на железную дорогу. Работал на станции Москва-Сортировочная Московско-Рязанской железной дороги. Со временем стал машинистом, освоил маневровые и магистральные паровозы, включился в кривоносовское движение.
В 1939 году получил новый паровоз СО № 18-1735. Вместе с напарником поднял вес грузовых поездов с полутора до двух тысяч тонн, техническую скорость — с 27 до 45 километров в час. Пробег его паровоза между постановками на промывочный ремонт увеличился вчетверо и достиг 15 тысяч километров.
Новатор остался верен себе и в трудные военные дни. Со своей бригадой он удлинил пробег между ремонтами паровоза до 60-70 тысяч километров.
Панин не раз бывал под бомбежкой. Особенно тяжелые испытания ему пришлось выдержать на станции Дивово. Фашисты совершили налет, когда на станции скопились составы с боеприпасами. Станцию охватил огонь, начались рваться вагоны со снарядами. Из этого гигантского костра Панин сумел вывести на станцию Рыбное несколько сцепов по 25-30 вагонов.
Указом Президиума Верховного Совета СССР от 5 ноября 1943 года «за особые заслуги в обеспечении перевозок для фронта и народного хозяйства и выдающиеся достижения в восстановлении железнодорожного хозяйства в трудных условиях военного времени» Панину Ивану Фёдоровичу присвоено звание Героя Социалистического Труда с вручением ордена Ленина и золотой медали «Серп и Молот».
В 1944—1945 годах был слушателем Центральных технических курсов НКПС. После войны продолжал работать машинистом, с 1963 года — машинистом-инструктором.
Скончался в 1974 году. Похоронен в Москве на Люблинском кладбище.
Награждён орденом Ленина, медалями, знаком «Почетный железнодорожник».